# Independent Spirit Award, Empire Awards
Les Independant Spirit Awards sont des prix qui sont décernés chaque année entre 2002 et 2005 par le magazine de cinéma britannique Empire, récompensant le cinéma indépendant. 
Les récompenses sont votées par les lecteurs du magazine, concernant les films sortis l'année précédant celle de la cérémonie.

## Palmarès

### Années 2000
- 2002 : Alejandro Amenábar pour Les Autres (The Others)
  - Alejandro González Iñárritu pour Amours chiennes (Amores perros)
  - Terry Zwigoff pour Ghost World 
  - Jean-Pierre Jeunet pour Le Fabuleux Destin d'Amélie Poulain

- 2003 : Michael Winterbottom (réalisateur) et Andrew Eaton (en) (producteur) pour 24 Hour Party People

- 2004 : Roger Corman

- 2005 : Kevin Smith